# توموهيتو أمير ميكاسا
توموهيتو أمير ميكاسا (5 يناير 1946 - 6 يونيو 2012) كان الابن الأكبر لتاكاهيتو أمير ميكاسا ويوريكو أميرة ميكاسا.